# Oxalis adenodes
Oxalis adenodes är en harsyreväxtart som beskrevs av Otto Wilhelm Sonder. Oxalis adenodes ingår i släktet oxalisar, och familjen harsyreväxter. Inga underarter finns listade i Catalogue of Life.